# Wikon
Wikon est une commune suisse du canton de Lucerne, située dans l'arrondissement électoral de Willisau.

## Transports
- Ligne ferroviaire CFF Olten-Lucerne, à 12 km d’Olten et à 45 km de Lucerne.